# Wolfgang Moser (Diplomat)
Wolfgang Moser (* 27. Mai 1948 in Hersfeld) ist ein deutscher Diplomat im Ruhestand und zuletzt von 2010 bis 2013 Botschafter der Bundesrepublik Deutschland in Kambodscha.

## Leben
Nach dem Studium der Sinologie, Soziologie und Wirtschaftsgeographie an den Universitäten von Hamburg und Singapur folgte 1977 die Promotion zum Dr. phil. an der Universität von Hamburg.
Nach dem Eintritt in den Auswärtigen Dienst 1978 folgten Verwendungen an der Botschaft in der Volksrepublik China (Zweiter Sekretär) sowie im Auswärtigen Amt in Bonn (Politische Abteilung). Von 1986 bis 1989 war Moser Botschaftsrat und Geschäftsträger an der Botschaft in Zypern und anschließend bis 1992 in derselben Funktion an der Botschaft in der Elfenbeinküste. Von 1992 bis 1994 war Moser Botschafter der Bundesrepublik Deutschland in Lesotho. Nach einer Verwendung als Leiter eines Referates im Auswärtigen Amt wurde er 1997 Generalkonsul der Bundesrepublik Deutschland in Houston.
Anschließend war er von 2000 bis 2003 Generalkonsul der Bundesrepublik Deutschland in Marseille, danach von 2003 bis Juli 2006 Leiter eines Referates im Auswärtigen Amt in Berlin. Von 2006 bis 2010 Botschafter in Madagaskar und zuletzt vor seinem Ruhestand von 2010 bis 2013 Botschafter in Kambodscha.